# Corpo (anatomia)
Il corpo è l'insieme dei tessuti che compongono la struttura anatomica di un essere vivente.
Il termine viene utilizzato anche per indicare formazioni anatomiche, come nel caso del corpo calloso, dei corpi mammillari, del corpo genicolato laterale e di quello mediale, presenti nell'encefalo, oppure del corpo cavernoso del pene, dell'uretra e del clitoride. Il corpo luteo è una struttura temporanea presente nell'ovaio; il corpo ciliare e il corpo vitreo sono presenti nell'occhio; il corpo vertebrale è una porzione della vertebra.